# 所沢市消防本部
所沢市消防本部（ところざわししょうぼうほんぶ）は、埼玉県所沢市に存在した消防部局（消防本部）。管轄区域は所沢市全域。2013年4月、消防広域化に伴い埼玉西部消防組合が発足したために解散した。

## 概要

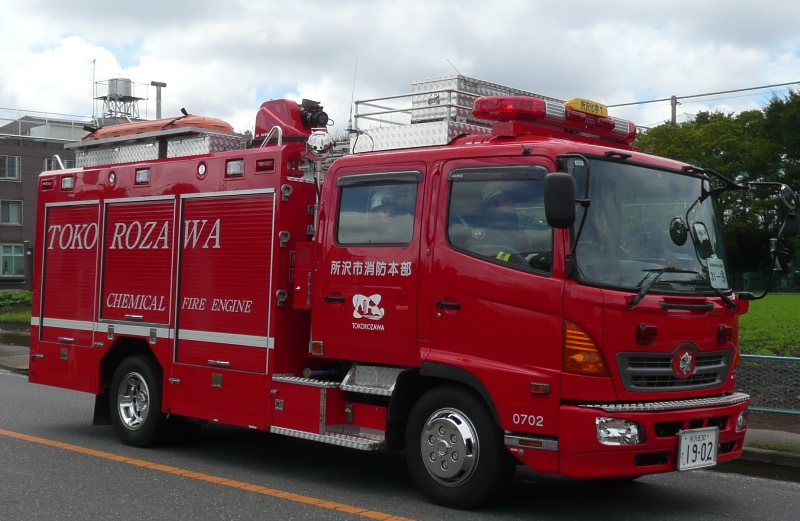
水槽付ポンプ車
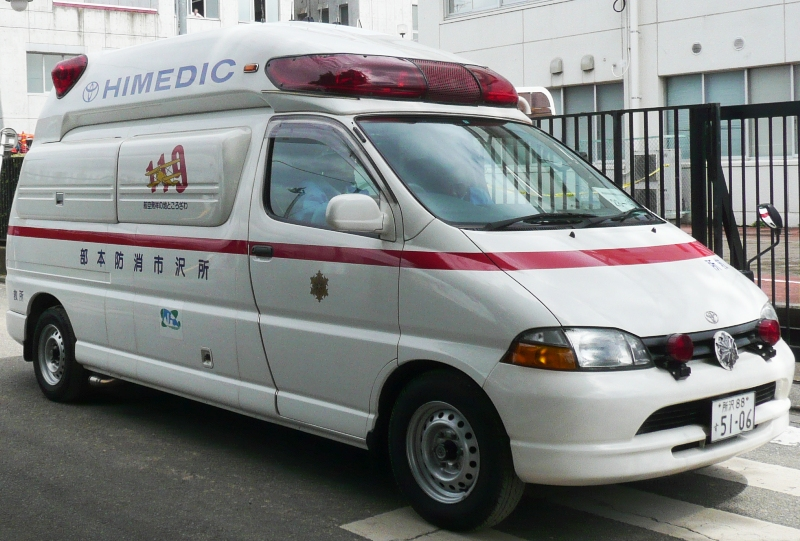
救急車
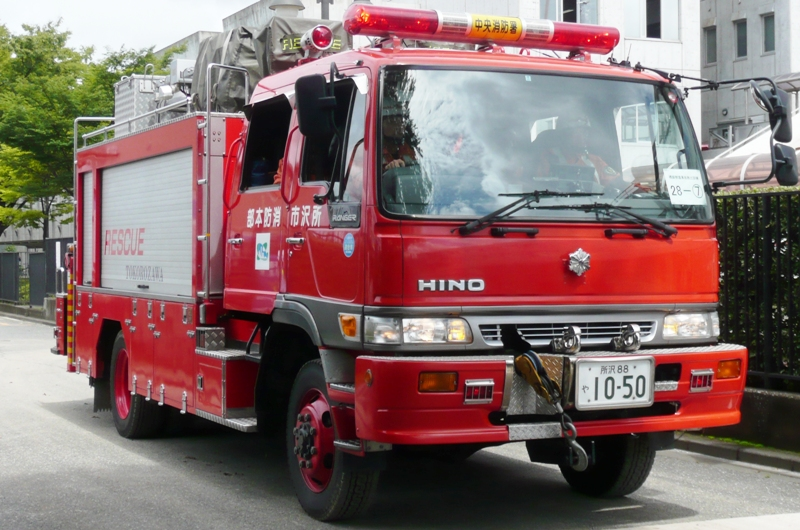
救助工作車

- 消防本部：所沢市けやき台1-13-11
- 管内面積：71.99km2
- 職員定数：345人
- 消防署2カ所、分署4カ所
- 主力機械（2008年4月1日現在）
  - 普通消防ポンプ自動車：6
  - 水槽付消防ポンプ自動車：6
  - はしご付消防自動車：2
  - 屈折はしご付消防自動車：1
  - 化学消防自動車：1
  - 救急自動車：9
  - 救助工作車：2
  - 指揮車：2
  - 指令車：3
  - 査察車：4
  - 積載車：8
  - 連絡車：11
  - マイクロバス：1

- 水槽付ポンプ車
- 救急車
- 救助工作車

## 沿革
- 1955年9月17日　所沢市消防本部・所沢市消防署を設置する。
- 1955年10月20日　消防本部・消防署が業務を開始する。
- 1957年7月25日　救急自動車（兼指揮車）を配備する。
- 1963年12月26日　救急用具一式を装備した救急自動車を配備する。
- 1967年4月1日　東分署を設置する。
- 1967年10月25日　屈折はしご付消防自動車を東分署に配備する。
- 1969年8月1日　西分署を設置する。
- 1970年7月1日　消防本部に課制を導入する。
- 1971年12月30日　化学消防自動車を本署に配備する。
- 1972年4月1日　北分署を設置する。
- 1973年3月15日　はしご付消防自動車を北分署に配備する。
- 1979年3月20日　新消防庁舎が現在地に完成する。（同月28日に消防本部・消防署が移転し業務を開始）
- 1980年3月7日　救助工作車を本署に配備する。
- 1981年4月1日　柳瀬分署を設置する。
- 1985年4月1日　南分署を設置する。
- 1986年8月1日　消防音楽隊が発足する。
- 1991年4月1日　東分署が新築移転し、東消防署に昇格する。所沢市消防署を中央消防署に改称し、2署4分署体制となる。
- 1992年3月19日　県内第1号の高規格救急自動車を中央消防署に配備する。（同年7月7日に高規格救急自動車の運用を開始）
- 2004年2月19日　所沢市・狭山市・入間市による三市広域消防連絡協議会が発足する。
- 2004年4月1日　三市消防広域化検討委員会が発足する。
- 2004年8月24日　埼玉県知事より、所沢市・狭山市・入間市が広域化重点支援消防に指定される。
- 2004年10月23日　新潟県中越地震に緊急消防援助隊を派遣する
- 2011年3月11日　東日本大震災に緊急消防援助隊を派遣する。
- 2013年4月1日　埼玉県消防広域化推進計画に伴い所沢市消防本部・埼玉西部広域消防本部・入間市消防本部・狭山市消防本部が統合し2013年4月1日より埼玉西部消防組合：本部名「埼玉西部消防局」が発足した。これに伴い所沢市消防本部は解散となった。

## 組織
- 本部－総務課、予防課、警防課、救急課、指令課
- 消防署－消防課、大隊、分署

## 消防署
| 消防署     | 住所            | 分署                                   |
| ---------- | --------------- | -------------------------------------- |
| 中央消防署 | けやき台1-13-11 | 西：北野3-23-2 南：大字山口182-2       |
| 東消防署   | 大字上安松974-1 | 北：大字神米金256-4 柳瀬：東所沢4-12-2 |

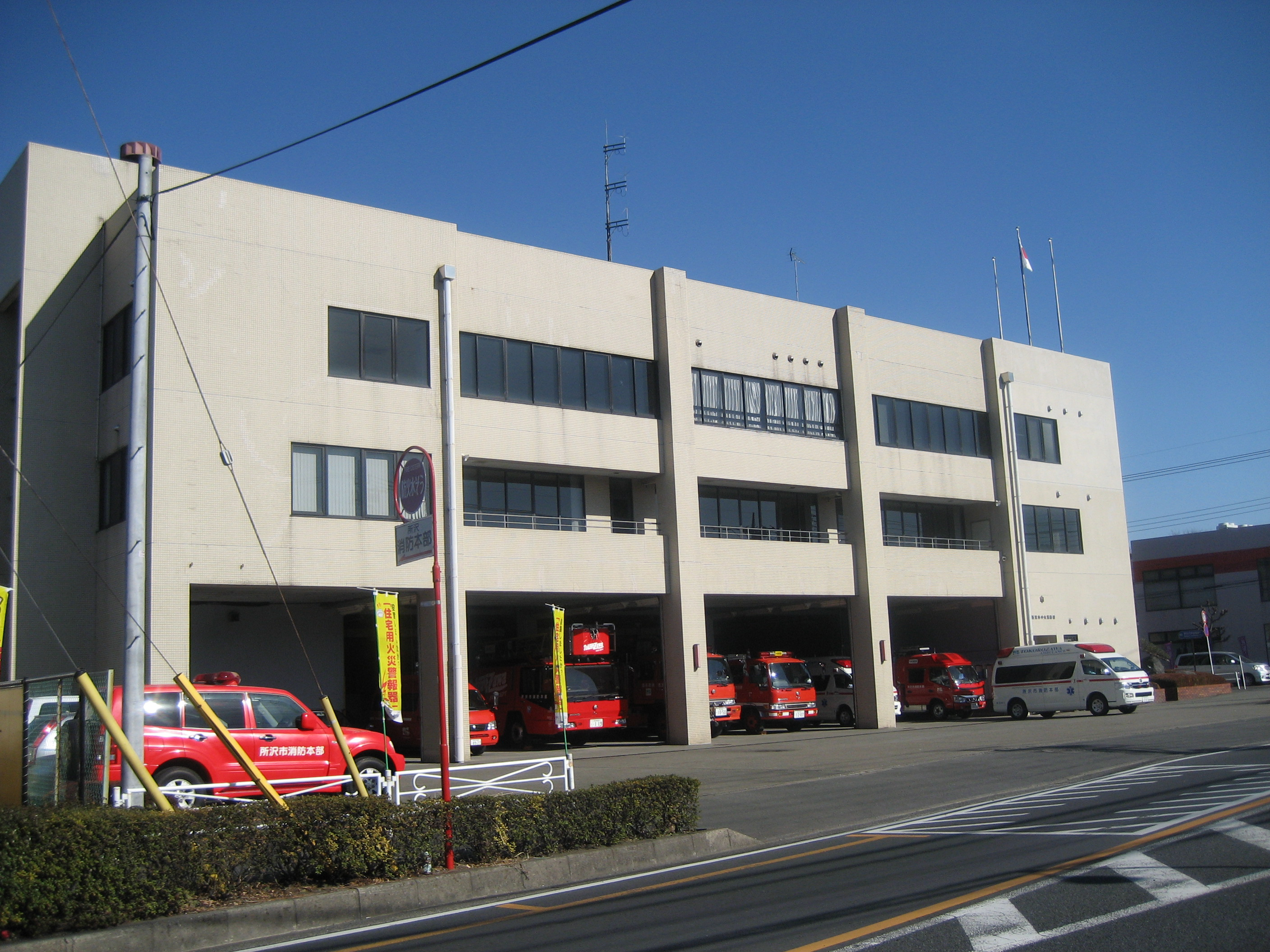
中央消防署
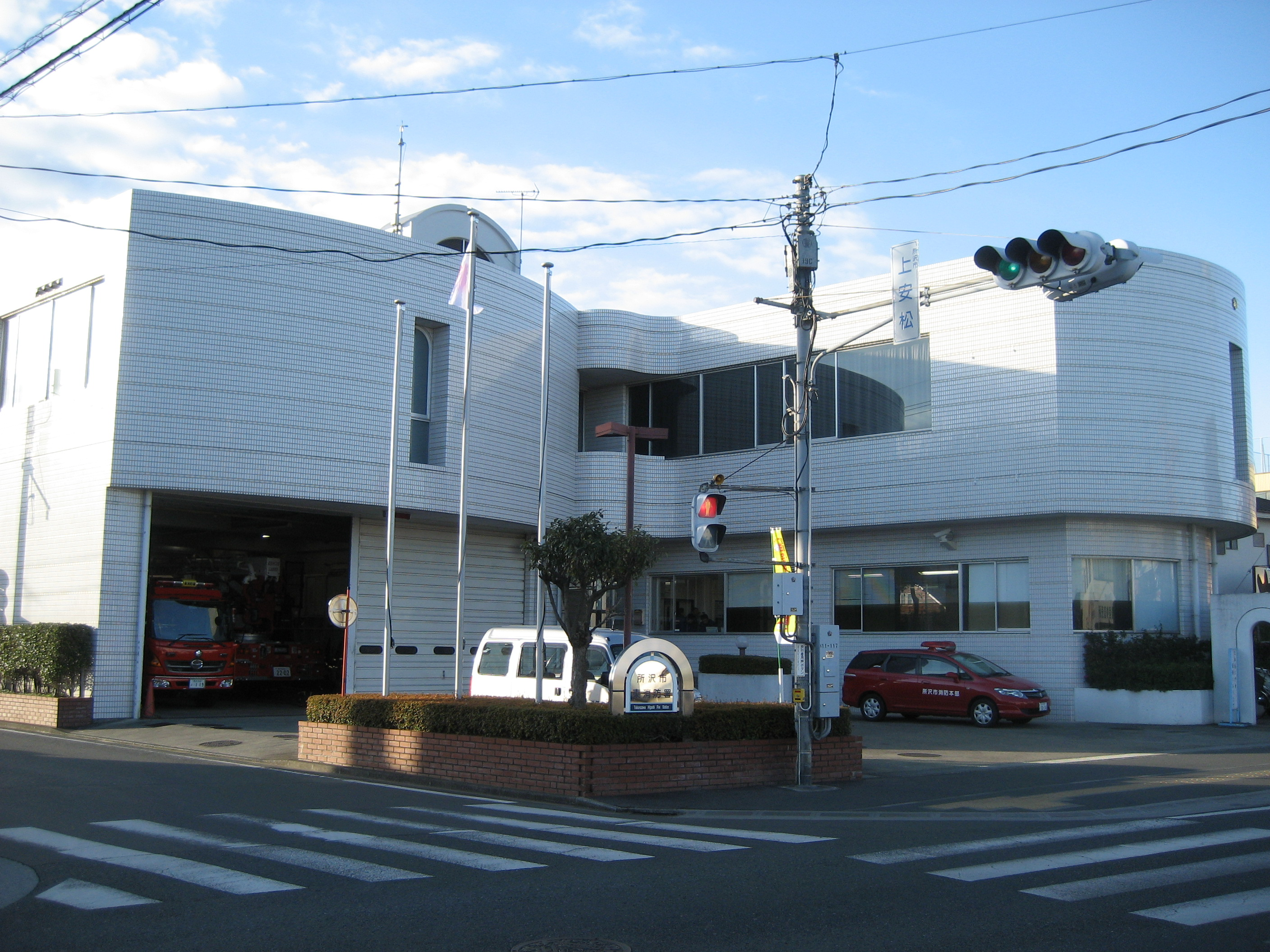
東消防署
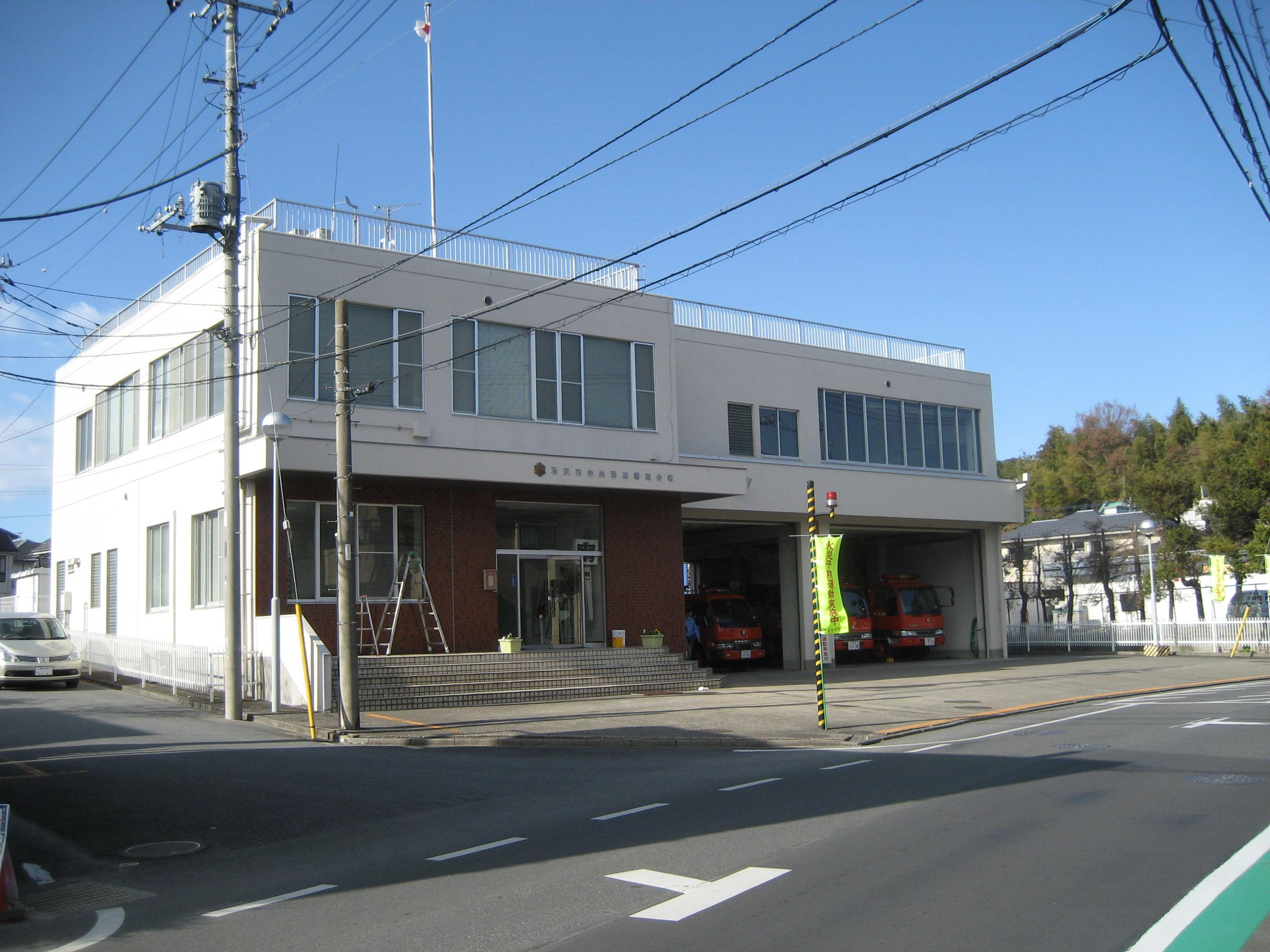
中央消防署南分署
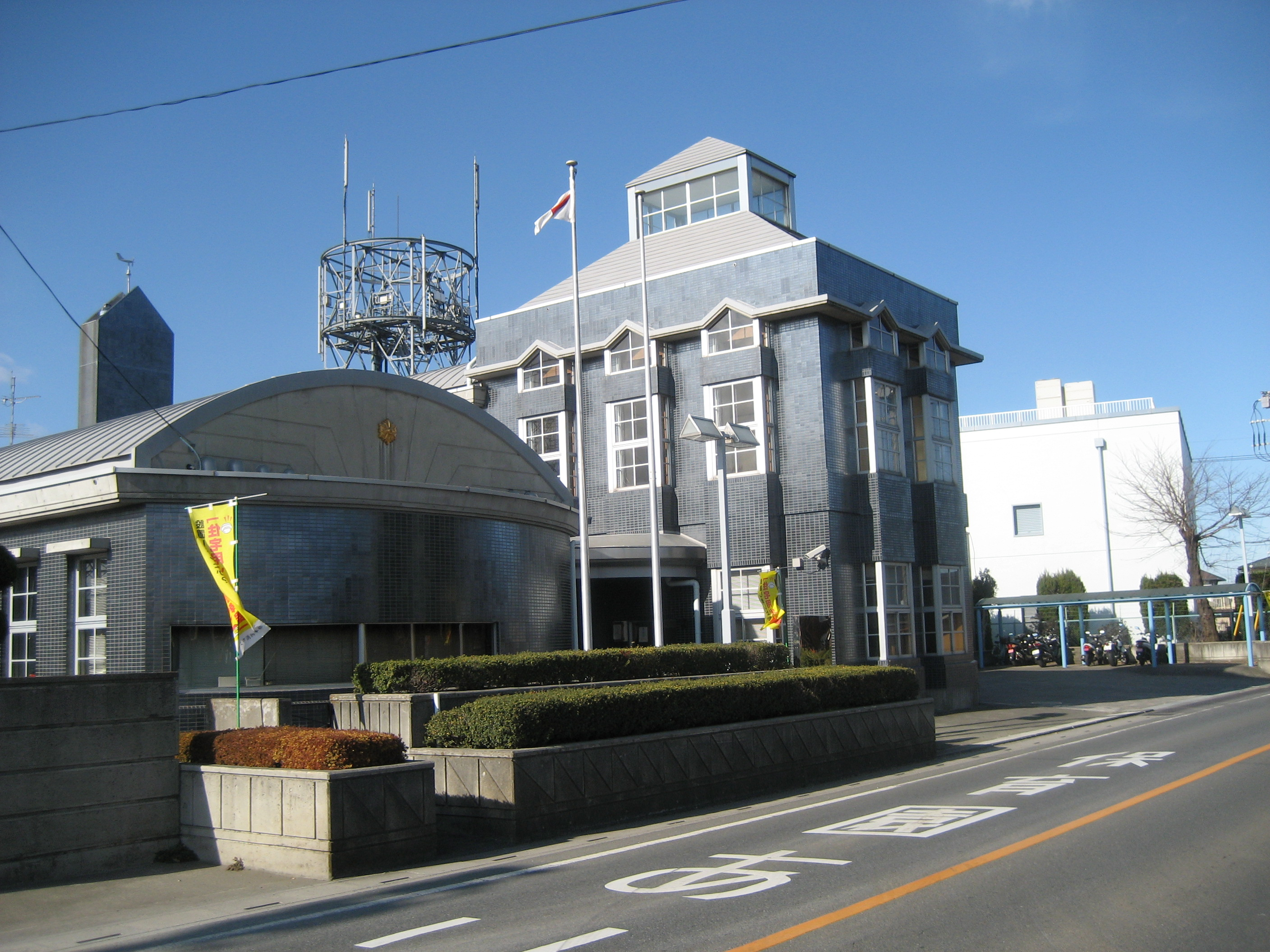
中央消防署西分署
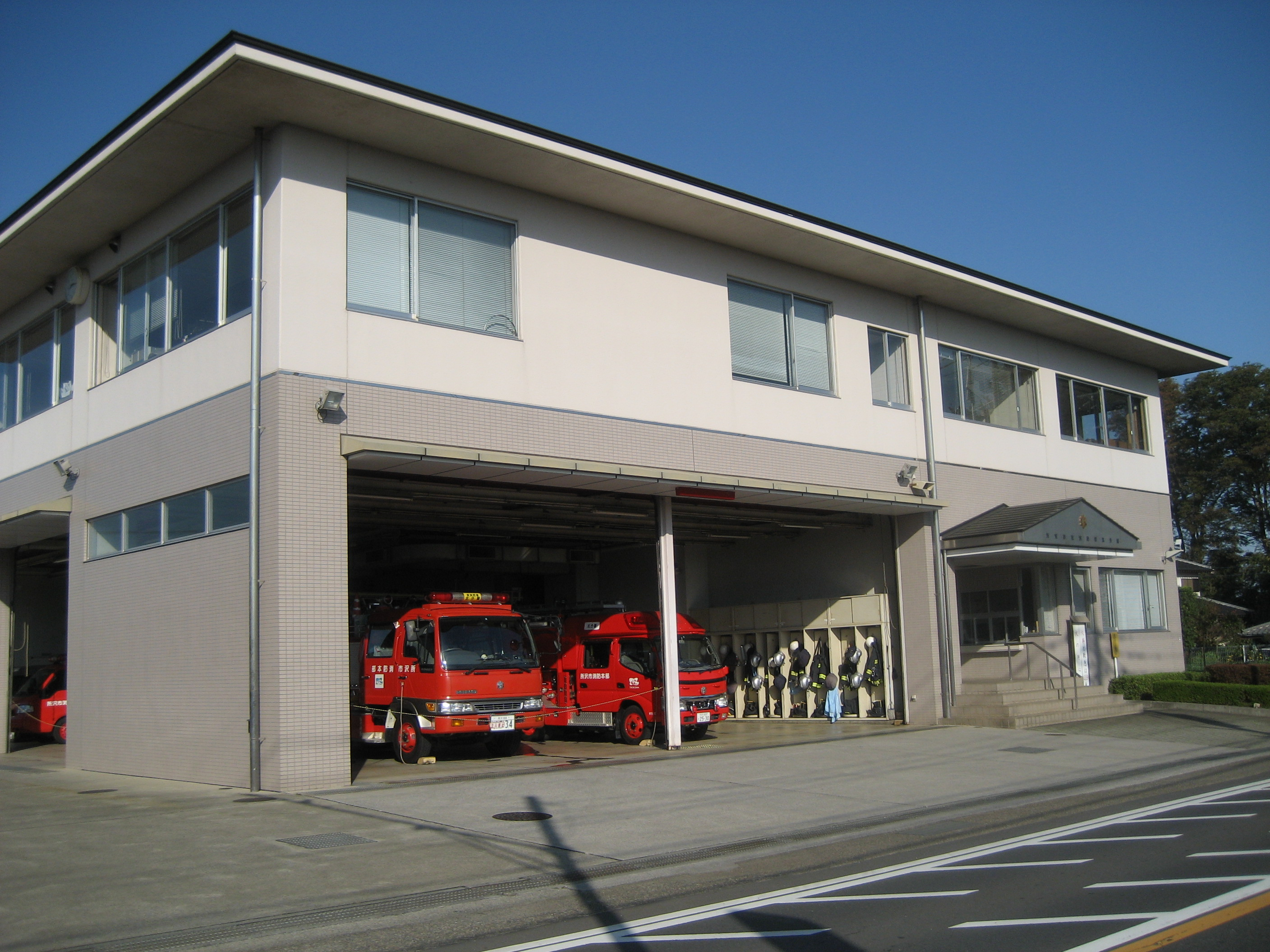
東消防署北分署
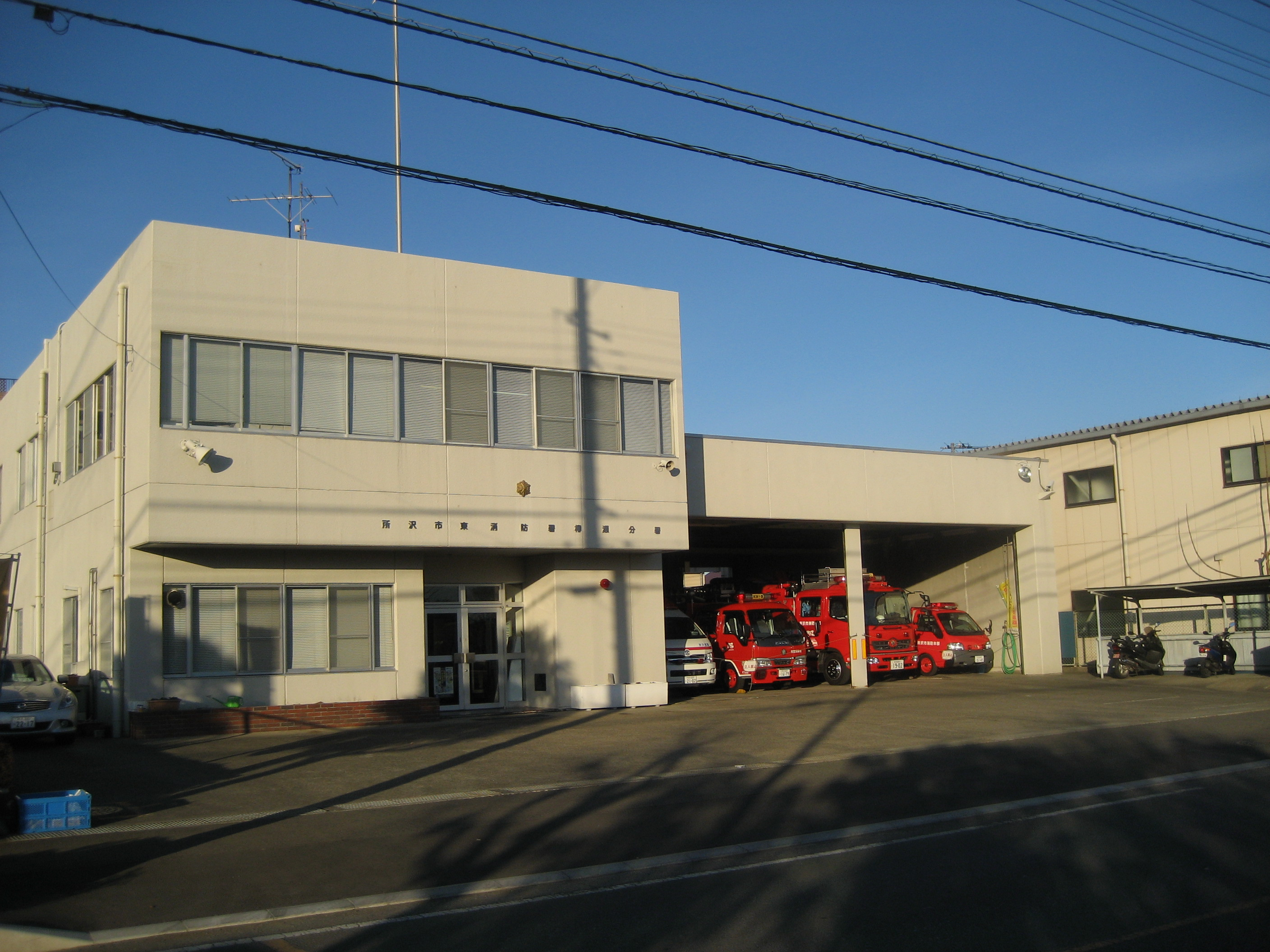
東消防署柳瀬分署